# Đệ quy
Đệ quy xảy ra khi một sự vật được định nghĩa theo chính nó hoặc thuộc loại của nó. Đệ quy được sử dụng trong nhiều lĩnh vực khác nhau, từ ngôn ngữ học đến logic. Ứng dụng phổ biến nhất của đệ quy là trong toán học và khoa học máy tính, trong đó một hàm được định nghĩa được áp dụng theo định nghĩa riêng của nó. Trong khi điều này rõ ràng xác định một số lượng vô hạn các trường hợp (giá trị hàm), nó thường được thực hiện theo cách mà không có vòng lặp vô hạn hoặc chuỗi tham chiếu vô hạn có thể xảy ra.

## Định nghĩa chính thức

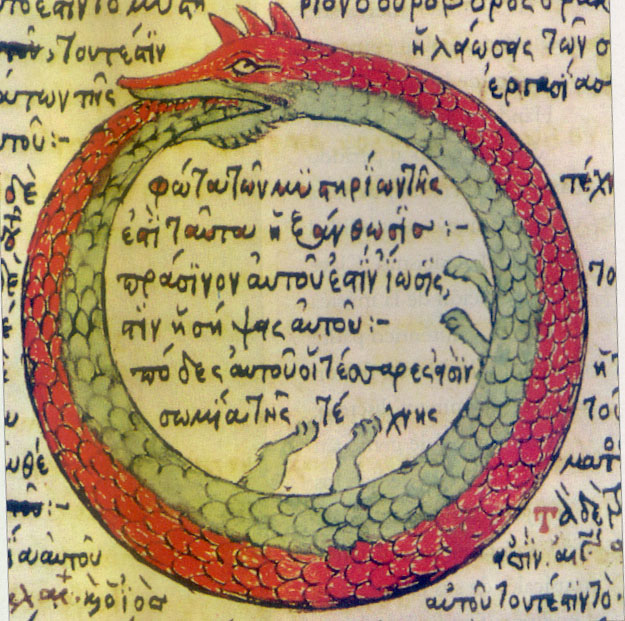
Ouroboros, một biểu tượng cổ đại mô tả một con rắn hoặc con rồng đang ăn đuôi của chính nó.

Trong toán học và khoa học máy tính, một lớp đối tượng hoặc phương thức thể hiện hành vi đệ quy khi nó có thể được xác định bởi hai thuộc tính:
- Trường hợp cơ sở (hoặc các trường hợp) đơn giản - một kịch bản kết thúc không sử dụng đệ quy để đưa ra câu trả lời
- Bước đệ quy - một bộ quy tắc giảm tất cả các trường hợp khác đối với trường hợp cơ sở